# Creasta sfenoidului
Creasta sfenoidului (Crista sphenoidalis) o creastă verticală pe linia mediană a feței anterioare a corpului sfenoidului ce se articulează cu lama perpendiculară a etmoidului. Contribuie la formarea septului nazal.